# Igeltjärnet (Ny socken, Värmland)
Igeltjärnet är en sjö i Arvika kommun i Värmland och ingår i Göta älvs huvudavrinningsområde.